# Нічого особистого
«Нічого особистого» — кінофільм режисера Лариси Саділової, що вийшов на екрани в 2007 році.

## Зміст
У центрі оповідання знаходиться вже немолодий чоловік, співробітник приватного детективного агентства, Володимир Зімін. Йому приходить анонімне замовлення на установку стеження за однією квартирою. Незабаром з'ясовується, що її господиня - якась Ірина - працює в аптеці і страждає від невлаштованого особистого життя. Зімін починає сумніватися, що комусь може бути настільки цікаве життя цієї самотньої жінки, що за один день її життя пропонують 500 доларів. Нарешті з'ясовується, що замовник переплутав квартири і потрібна жінка живе по сусідству. Їй виявляється приваблива блондинка, до якої частенько приходить коханець, молодий бізнесмен і початківець політик. Переключившись на новий об'єкт, Зімін, тим не менш, не поспішає розлучатися зі своєю колишньою підопічною.

## Ролі
| Актор             | Роль |
| ----------------- | ---- |
| Валерій Баринов   | -    |
| Зоя Кайдановська  | -    |
| Марія Леонова     | -    |
| Шухрат Іргашев    | -    |
| Олександр Клюквін | -    |
| Наталія Кочетова  | -    |

## Знімальна група
- Режисер-постановник і сценарист: Лариса Саділова
- Продюсер: Рустам Ахадов
- Оператори: Добриня Моргачев, Дмитро Мишин